# Base aérienne 204 Mérignac-Beauséjour
La base aérienne 204 Mérignac-Beauséjour (BA 204, anciennement Détachement air 204 Mérignac-Beauséjour) de l'Armée de l'air française est située sur la commune de Mérignac, dans le département de la Gironde. En 2024, elle reçoit comme nom de parrain « Commandant Caroline Aigle ».

## Historique
En février 1945, l'Armée de l'air s'implante à Mérignac dans le quartier Beauséjour sur le site des usines du constructeur automobile Peugeot qui sont transférées à Sochaux.
Le 1er juillet 1964, le détachement air 204 Mérignac Beauséjour est créée. Elle accueillera notamment le Centre de formation des infirmiers de l'air n° 748, renommé en 1978 : École des infirmiers de l'armée de l'air n° 748 (EIAA 748). Cette école sera finalement dissoute en 1990.
En janvier 1992, la base aérienne 204 est dissoute et l'Atelier de réparation de l'armée de l'air 623 est alors rattaché à la base aérienne 106 Bordeaux-Mérignac située à quelques kilomètres. En 1998, le détachement air 90.106 est créé, puis il prend le nom de détachement air 204 (DA 204) en 2000.
En janvier 2022 le DA 204 redevient base aérienne.
La base aérienne  est spécialisé dans la fabrication, l'entretien ou la réparation de pièces mécaniques, quels que soient les matériaux qui les composent : métaux, bois, plastiques. Elle travaille pour l'ensemble des Armées, avec environ 500 personnes, pour moitié civiles.

## Drapeau
L'unité est gardienne du drapeau de la 51e demi-brigade d'aérostation.
L'ARAA 623 est certifié ISO 9001 pour son système de management de la qualité, axé sur l'amélioration continue de la satisfaction clients et la fourniture de produits/services conformes.